# Castell de Powis
El castell de Powis, originàriament construït vers el 1200 com a fortalesa per als comtes de Powys, és un edifici residencial construït sobre una elevació del terreny, que està envoltat d'un jardí en forma de terrasses a l'estil italià, per salvar el desnivell, en el qual hi ha: un hivernacle (orangery), un aviari i un llac en la part baixa. És famós per la col·lecció d'art indi que van adquirir Robert Clive i el seu fill Edward Clive. Actualment encara és propietat de la família Clive, encara que en la seva conservació com a casa històrica participa el National Trust, organisme que també gestiona el museu. Altres noms que té aquest edifici en anglès o en gal·lès són: Castell Coch, Castell Pool, Castell Pola, Castell Pole, Castell Trallwng, Red Castle, Redde Castle i Castel Cough.

## Història

### Dels senyors de la Pole als Clive

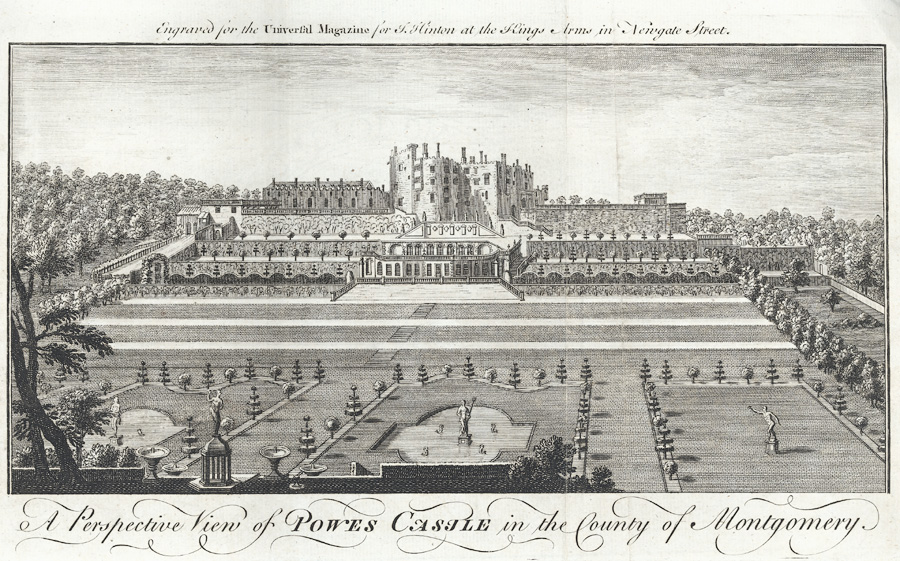
Gravat que representa el castell i els jardins vers el 1780.

A diferència d'altres castells situats a prop de la frontera entre Gal·les i Anglaterra, com el de Conwy, el de Caernarfon, el de Harlech o el de Montgomery, que van ser construïts per cavallers normands per subjugar els gal·lesos, el de Powis el va construir un membre de la casa governant de Powys al segle xiii. Acabada la conquesta de Gal·les, i en recompensa pel seu suport durant la guerra, Eduard I d'Anglaterra va permetre que Gruffydd ap Gwenwynwyn comencés la construcció d'un castell en la zona de les marques, vers el 1283.
El 1286, quatre anys després de la conquesta anglesa de Gal·les, Owain ap Gruffydd ap Gwenwynwyn, el darrer membre del casal de Powis, va renunciar al seu títol, en senyal d'acceptació que el regne de Powys havia deixat d'existir, i el rei li va conferir el de baró de la Pole (pel nom del lloc on havien construït el castell, abans anomenat "Pool" i que actualment és el municipi de Welshpool).
Un descendent d'Owain, que era un fill il·legítim del darrer baró Grey de Powis, va vendre el senyoriu i el castell a sir Edward Herbert (?—1595), fill segon de sir William Herbert, comte de Pembroke, l'any 1587. L'esposa de sir Edward era catòlica i la seva fidelitat envers el papat i els reis de la dinastia Stuart va marcar el destí de l'edifici durant més d'un segle. El 22 d'octubre del 1644 el castell de Powis va ser capturat per les tropes dels parlamentaristes, que no el van tornar a la família fins a la restauració en el tron de Carles II d'Anglaterra i d'Escòcia.
El castell va passar al fill del general Robert Clive, Edward, quan es va casar amb Henrietta, una descendent dels propietaris originals. La família Clive encara n'és la propietària, encara que el National Trust és l'organisme encarregat de la conservació. Segons l'historiador William Dalrymple, gran part de la fortuna que els Clive tenen al castell va ser part del botí adquirit il·lícitament en la batalla de Plassey. Quan Clive va tornar de l'Índia portava 234.000 lliures (equivalent a 23 milions de les lliures actuals) i va ser l'home més ric d'Europa d'entre els que tenien una fortuna no heretada.

### Del 1600 al 1800
Vers el 1665 es va fer un dormitori magnífic i en les dues dècades següents es van afegir altres millores a l'edifici, potser sota la direcció de William Winde, al qual s'atribueix el disseny dels jardins. A Winde el va contractar William Clive, que tenia el títol de tercer lord Powis (c.1626–1696) i va ser ascendit a earl (1674) i després a marquès (1685). Aquest va estar bandejat dels càrrecs importants durant el regnat de Carles II, a causa de la seva fe catòlica, però quan Jaume II va pujar al tron, el va fer ministre. Quan el rei Jaume es va exiliar el 1688, el marquès va marxar amb ell. Després d'això el nou rei, Guillem d'Orange, va fer donació del castell al primer earl de Rochford el 1696. El títol de marquès es va crear el 1722 per al seu successor, i el successor d'aquest va ser nomenat marquès el 1748; llavors Powis va passar en herència a un parent seu que era protestant, Henry Arthur Herbert d'Oakly Park, Ludlow, que va rebre el títol d'earl de Powis, atorgat per Jordi II del Regne Unit.
El 6 de juliol del 1756 lord Lyttelton va escriure que: "el castell de Powis, valorat en unes £3.000, feien d'aquest la residència més augusta del regne" i el 1774 sir John Cullum va remarcar que: "la gran situació en què està Powis, amb una perspectiva magnífica i encisadora, i el seu extens parc amb arbredes de més de 100 acres (400.000 m²) … fan que sigui una de les principals residències del regne."

### Retorn als Clive

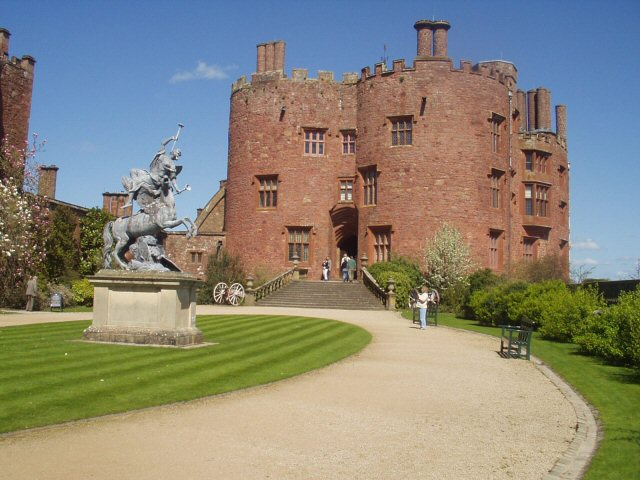
El pati d'entrada amb canons a cada costat de l'escala.

El 1784, la filla de lord Powis, lady Henrietta Herbert, es va casar amb Edward Clive, el fill gran de Robert Clive, governador de l'Índia. Edward també va treballar en la Companyia Britànica de les Índies Orientals i va ser nomenat governador de Madras. El seu matrimoni va portar a la unió de les fortunes dels Clive i dels Powis el 1801, i el 1804 Edward va ser nomenat 'earl de Powis.
El castell de Powis i les seves terres van passar al fill ran d'ambdós, també anomenat Edward Clive, quan va assolir els 21 anys. D'acord amb el disposat al testament del seu oncle, el jove Edward va canviar el nom i es va passar a dir Herbert. Amb la fortuna dels Clive es van poder pagar les reparacions que calia fer al castell, obres que van ser confiades a l'arquitecte sir Robert Smirke. També es van fer millores al jardí i al parc.S'hi va instal·lar part de la col·lecció d'objectes de l'Índia, que inclou pintures mestres, el botí capturat en la batalla de Plassey i en la batalla de Serirangapatnam, mobles de fabricació francesa i anglesa, obres d'art italianes. Entre les coses curioses hi ha: la gran tenda del soldà Tipu, feta de roba de chinz estampada; una joia amb forma de cap de tigre, arrencada del tron de Tipu; i dos canons i els van situar a cada costat de l'entrada a la casa.

### Segle XX
Les darreres modificacions del castell de Powis es van fer a començaments del segle xx. George Charles Herbert, 4t earl de Powis (1862–1952) va encomanar les obres a G. F. Bodley, amb millores al jardí a petició de l'esposa del comte. Ella va morir en un accident de cotxe el 1929 i els dos fills que tenien van morir respectivament a la primera i segona guerres mundials. Durant la segona d'aquestes guerres l'edifici es va fer servir per fer d'escola i internat, allotjant les noies del col·legi d'Ashford, Middlesex. A la seva mort el 1952, el comte va traspassar l'administració del castell i els jardins al National Trust. La mansió va passar a ser habitada pel seu cosí Edward Herbert (1889–1974), el qual va traspassar l'herència a Christian Victor Charles Herbert.

## El museu

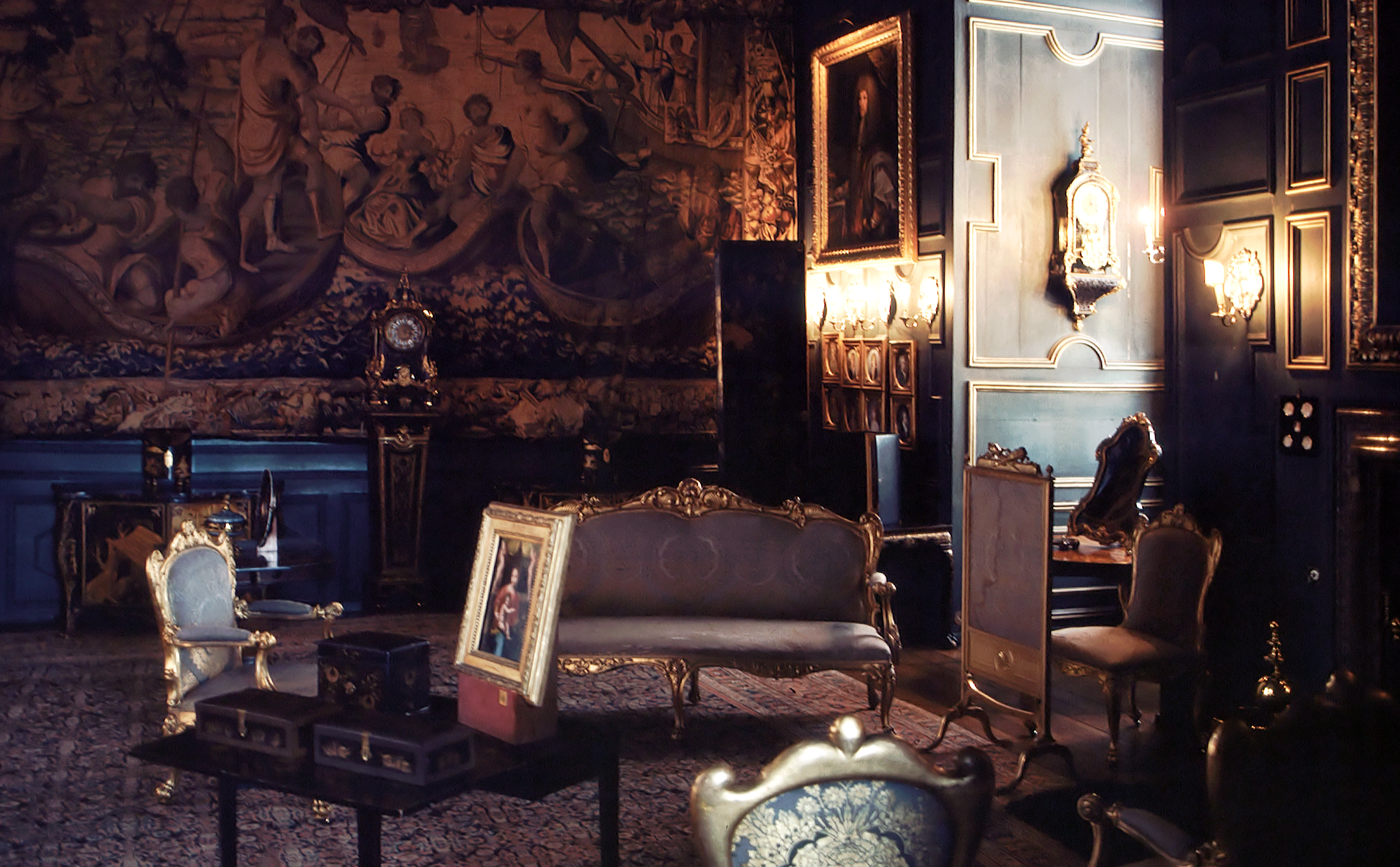
Interior del castell amb decoració barroca.

El museu del castell és una exposició d'objectes portats de Bengala, Bangladesh i d'altres parts de l'Índia, que van portar Robert Clive (1725-74) i el seu fill i nora Edward (1754-1839) i Henrietta (1758-1830) al segle xviii i XIX, entre les quals hi ha: peces tèxtils, seda, bambú treballat finament, catifes fetes a mà, artesania del jute, armes i armadures, objectes de bronze, or, plata, jade, ívori. També hi ha un ric arxiu de documents relacionats amb la col·lecció. Alguns d'aquests objectes van ser adquirits com a botí però altres van ser regals. El museu es va inaugurar el 1987. Altres peces destacades del museu són:
El retrat del Reynolds
Al castell hi ha el retrat d'Henrietta Clive, comtessa de Powis (1758–1830), obra del pintor sir Joshua Reynolds, el 1777. Aquesta dama era la filla de Henry Herbert i esposa d'Edward Clive. El barret i el mocador de coll que porta en el retrat no es veuen en el gravat del 1778, també exposat, i es creu que és un afegit d'un altre pintor.
El dormitori reial

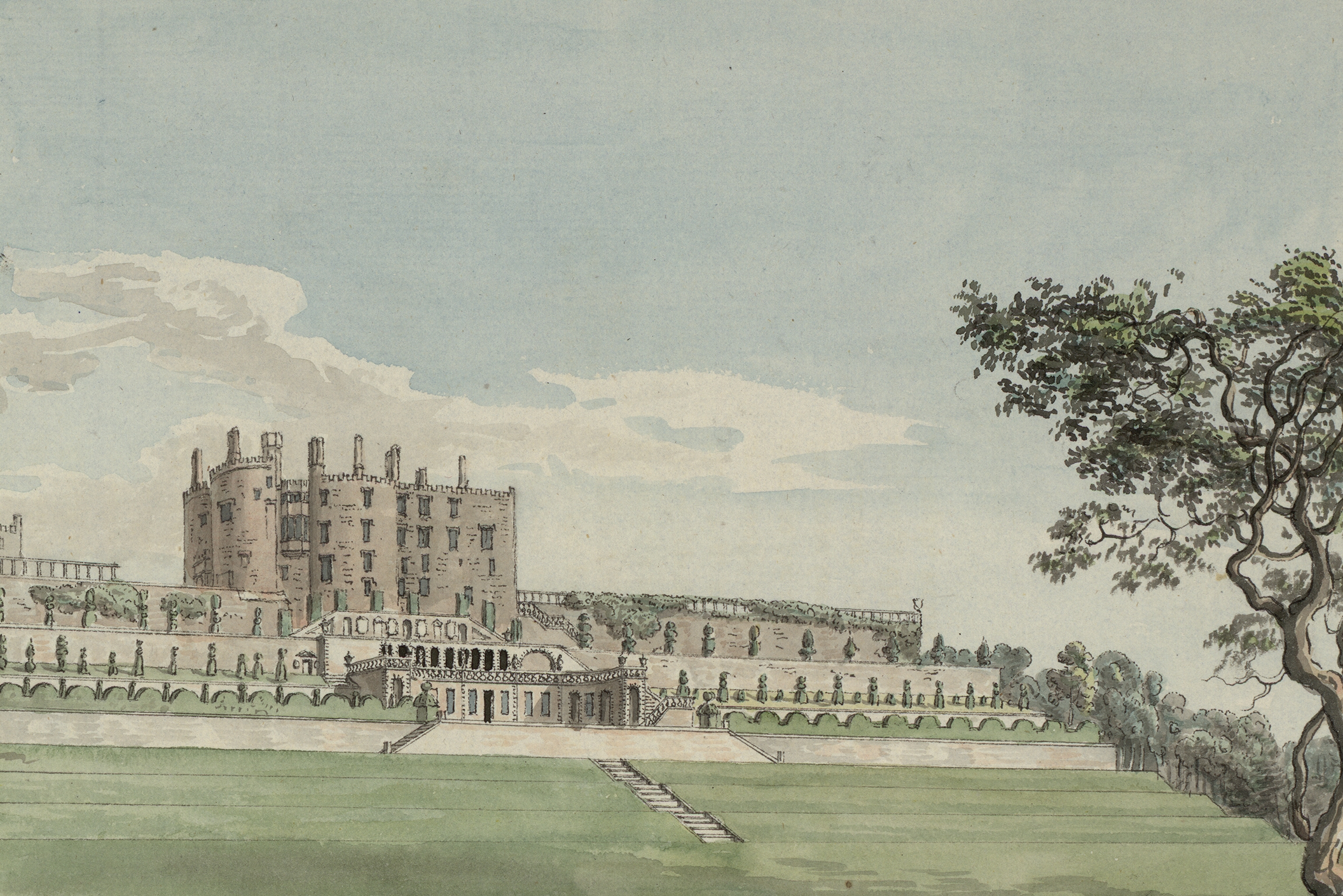
Aquarel·la del s. XVIII

L'anomenat dormitori reial (State Bedroom) és una peça remarcable de la dècada del 1660, l'únic a la Gran Bretanya on encara es conserva una balustrada de fusta que separa el llit de la resta de l'habitació. Aquest tipus de disseny és propi de l'època en què la noblesa anglesa imitava els costums de la cort de Lluís XIV de França en el seu palau de Versailles. Quan el 1772 es van decidir fer reformes, l'arquitecte Thomas Farnolls Pritchard va recomanar conservar aquest dormitori tal com estava. El rei Carles II va visitar els Clive i s'hi va allotjar en aquest dormitori.
Per commemorar la visita del que seria rei Eduard es van canviar les manetes del tancament de les finestres per altres amb el dibuix de les tres plomes que són l'emblema del príncep de Gal·les. El seu fill Jordi V del Regne Unit i la seva esposa, la reina Maria, també van ser hostes del castell el 1909.
L'escultura del gat
Exposat en la gran galeria, hi ha un grup escultòric de marbre que consisteix en un gat i una serp. Està datat d'una època entre el segle I aC i el II dC i és de procedència romana. En l'art romà el gat és una figura rara, cosa que el fa únic. Només es conserven dues composicions semblants, però fetes amb mosaic: un a Pompeia i l'altre als Museus Vaticans, però ambdós el gat està acompanyat d'un ocell i no d'una serp.
Sembla probable que aquesta escultura la comprés Clive durant la seva visita per Itàlia el 1774. El marbre procedeix d'una pedrera de l'illa grega de Thasos, cosa que es dedueix pels grans trossos de cristall incrustats que té, característic del marbre d'aquesta illa, que fan que el treball de l'escultor sigui més difícil.
El jardí

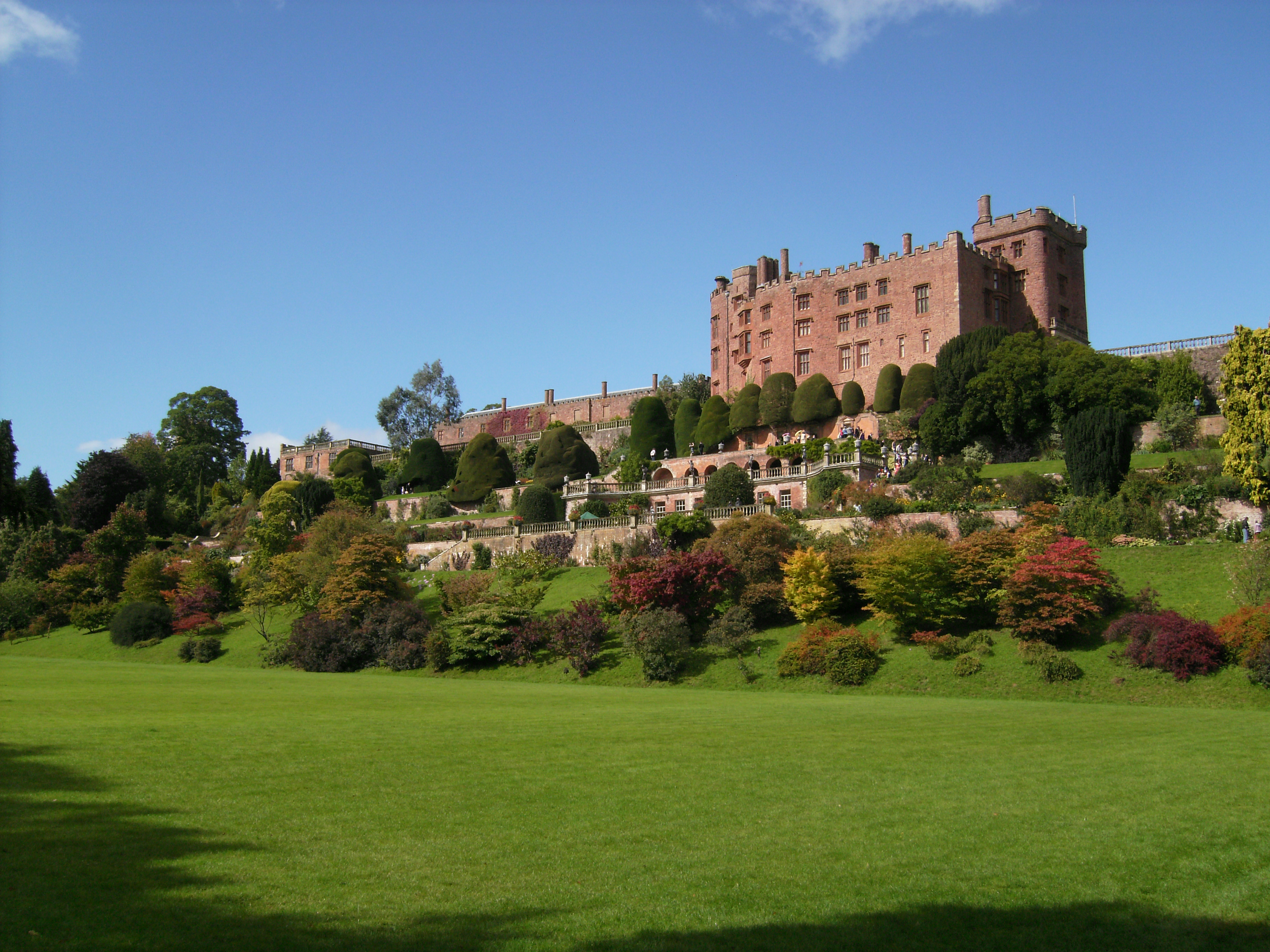
Vistes de les terrasses del jardí des del sud-est.

El jardí va sobreviure a la tendència al segle xviii de destruir els dissenys formals de jardins antics. Powis és un dels pocs llocs on encara es pot veure el pur estil barroc en la seva esplendor. Les terrasses semblen tallades en la roca ja des del 1670, un disseny del francès Adrian Duvall de Rouen, tot i que és probable que William Winde també hi participés abans de la seva mort el 1722. Aquest concepte de jardí amb terrasses es va introduir al nord d'Europa procedent de la Itàlia del segle xvi.
Sembla que Duval era un expert en mecanismes hidràulics i els va aplicar per fer les fonts, que es van desmuntat el 1809. Un element que es va salvar d'aquest desmantellament va ser l'estàtua de la Fama, atribuïda a l'holandès John van Nost, actualment situada al pati. Aquesta peça sembla haver sortit del mateix motllo que el Pegàs que van Nost va esculpir entre el 1705 i el 1716 per sir Nicholas Shireburn per la seva mansió de Stonyhurst, a Lancashire.
A començaments del segle XX es va encetar una gran feina de restauració i millores als jardins, per decisió de la comtessa Violet. La gran millora va ser canviar la situació de la cuina d'estiu i els hivernacles i ressaltar els jardins del racó sud-est.